# Черепаха балканська
Черепаха балканська (Testudo hermanni) — вид черепах з роду європейські сухопутні черепахи родини суходільні черепахи. Має 2 підвиди. Отримала назву на честь французького натураліста Йоганна Германа.

## Підвиди
Відомо два підвиди: західна T. h. hermanni та східна T. h. boettgeri. Іноді згадуваний як підвид, T. h. peleponnesica ще не підтверджений як генетично відмінний від T. h. boettgeri.

### Testudo hermanni hermanni
T. h. hermanni є найменшим з підвидів. Має сильно вигнутий карапакс з інтенсивним контрастним забарвленням, жовтим з темними плямами. У старших тварин контраст дещо вимивається, але інтенсивний жовтий колір часто зберігається. Пластрон має дві широкі чорні смуги вздовж центрального шва. Забарвлення голови варіюється від темно-зеленого до жовтуватого, з окремими темними плямами. Особливістю є жовті плями на щоках, що зустрічаються у більшості екземплярів, хоча і не у всіх. T. h. robertmertensi — назва морфи з дуже помітними плямами на щоках. Як правило, передні ноги не мають чорної пігментації на нижній поверхні. Хвіст у самців більший та довший, ніж у самок. Як правило, щиток, що захищає хвіст, роздвоєний.

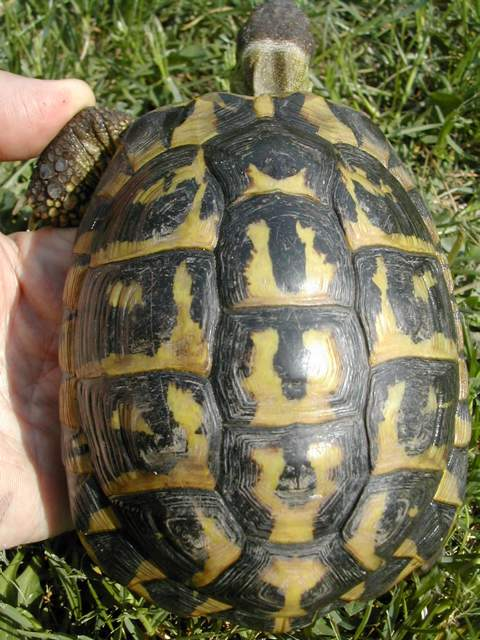
Варське забарвлення
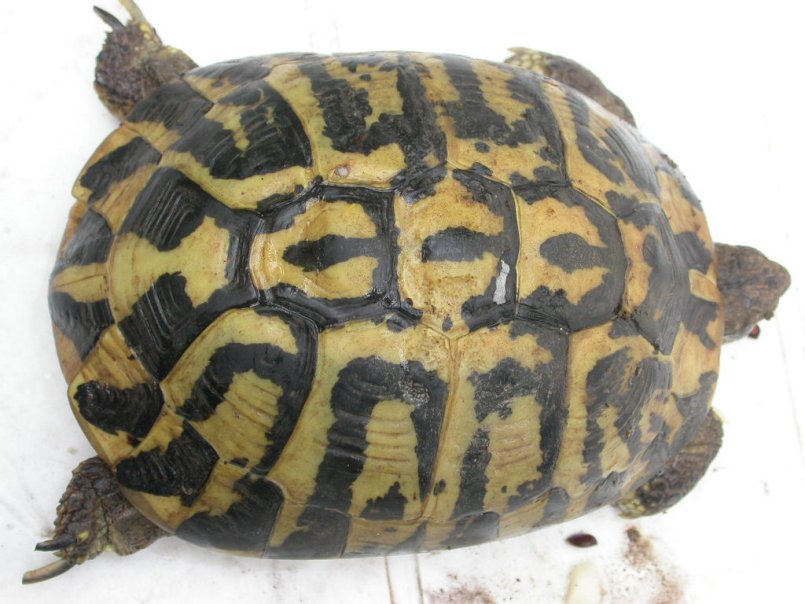
Апульське забарвлення
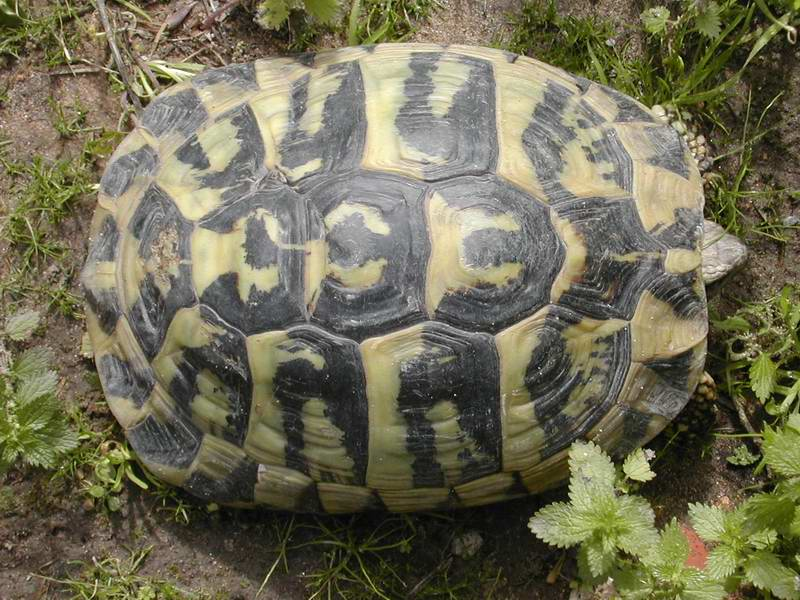
Сардинське забарвлення

### Testudo hermanni boettgeri
T. h. boettgeri (узбережжя Балкан) та T. h. peloponnesica (південно-західне узбережжя Пелопоннесу) — місцеві форми, які ще не є географічно або іншим чином репродуктивно ізольованими й, очевидно, походять від реліктових популяцій останнього льодовикового періоду.

Східні T. h. boettgeri більші за розмірами, ніж західний підвид. Їхній карапакс помітно плоскіший та більш видовжений. Окрас коричнюватий з жовтим або зеленуватим відтінком і окремими чорними цятками. У старших тварин забарвлення має тенденцію до вимивання. Щоки не мають жовтих плям. Темні плями на пластроні асиметричні. Особливо сильний хвіст закінчується шипом, який може бути дуже великим у старших самців. У самок хвостові шипи помітно менші, злегка загнуті до тіла.

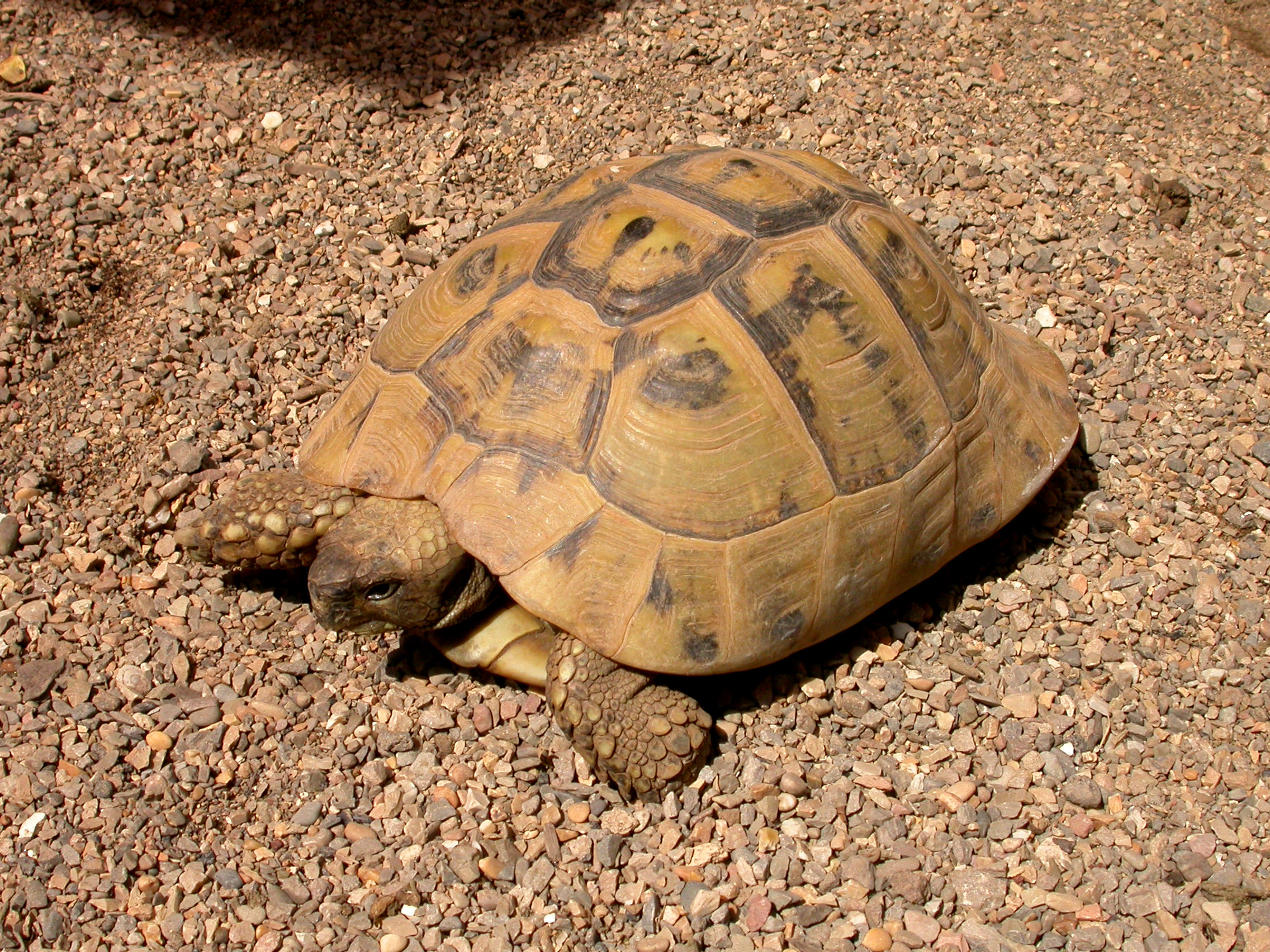
Доросла самиця
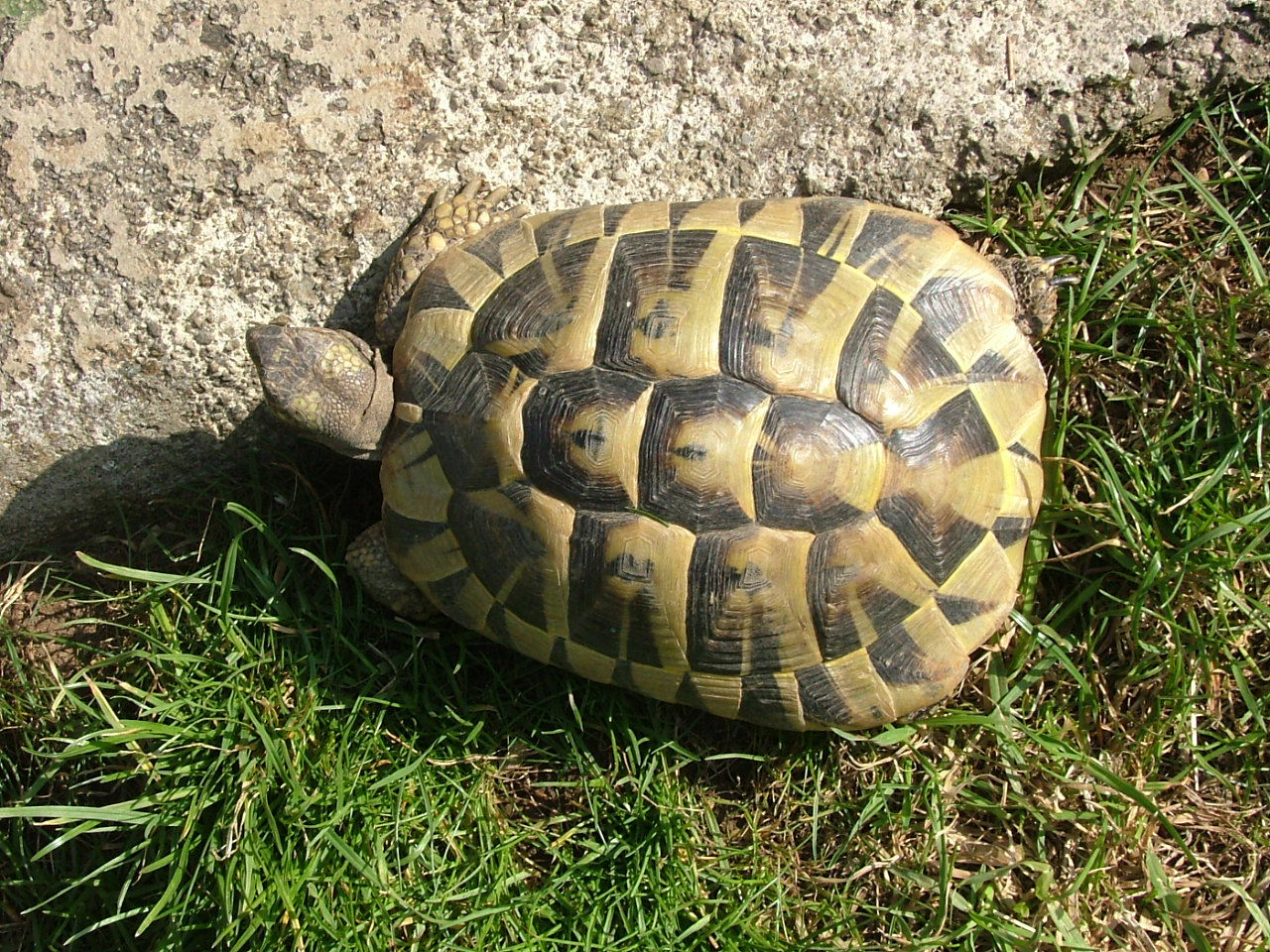
Самець
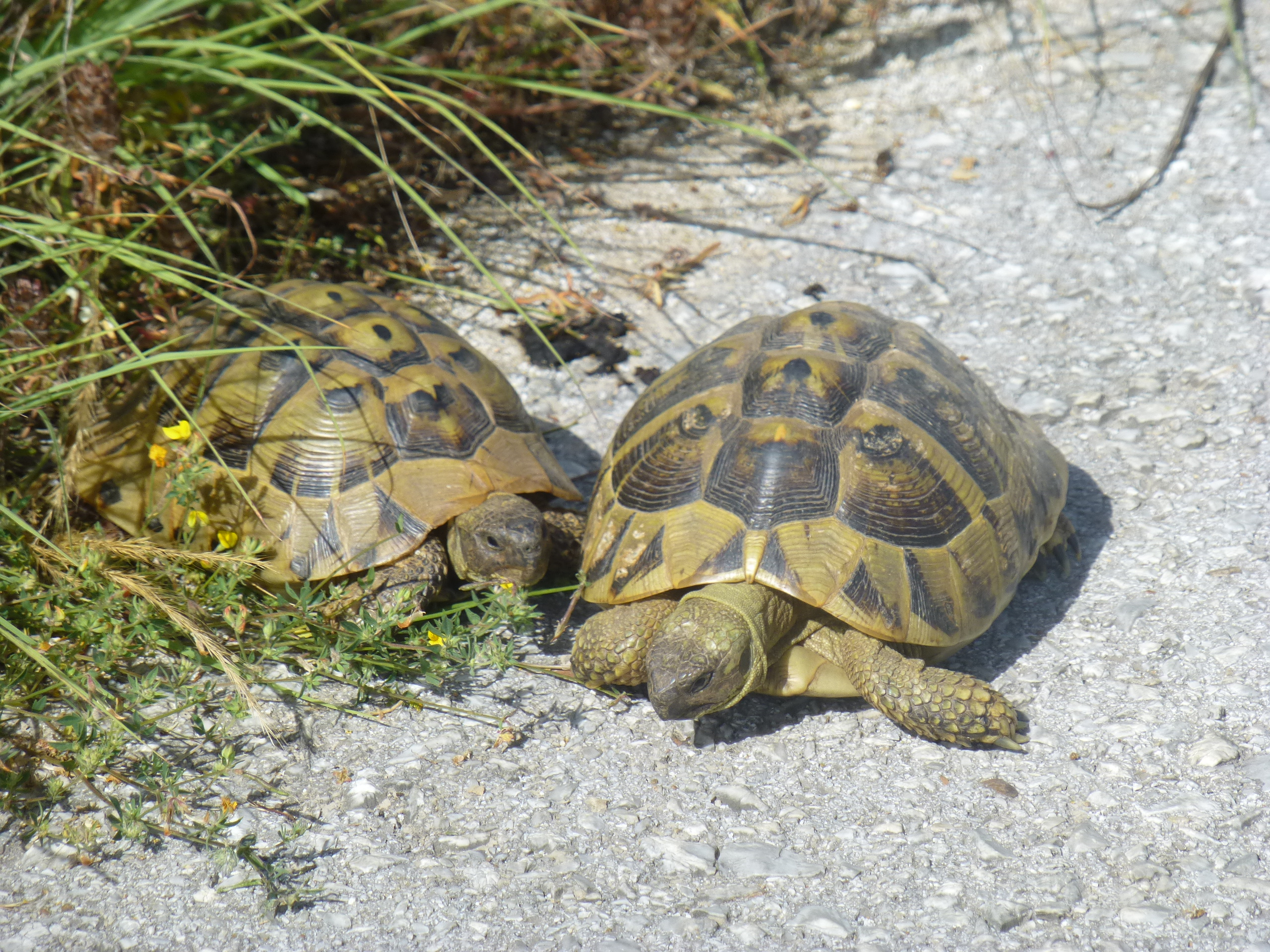

## Опис
Загальна довжина досягає 20—25 см, жива вага — від 3 до 4 кг. Голова коротка, проте товста та велика. Панцир має овальну або дещо трапецієподібну форму. Біля хвоста він розширюється. Самці мають довгий хвіст з конічним шипом. Передні лапи мають здебільшого 5 кігтів, хоча трапляються особи з 4. Задні кінцівки виклично з 4 кігтями.
Забарвлення карапаксу жовтувате або оливкове з темними цяточками. Колір голови та лап коливається від жовтого до коричневого.

## Спосіб життя
Полюбляє сухі степи, чагарники, рідколісся на низовинах та у передгір'ях, ліси коркового дуба, луки, оливкові та цитрусові гаї, поля і сади. Зустрічається на висоті до 700—1500 м над рівнем моря. Активна вдень. Полюбляє тепле середовище. Втім при температурі вище 40 °C життя цієї черепахи виявляється у небезпеці. Тому вона намагається знайти більш прохолодний сховок. Нижче 8 °C обмін речовин порушується. Навіть дихання й серцевий ритм значно знижується.
Харчується здебільшого рослинною їжею, іноді безхребетними та падлом. Під час пошуку їжі або міграції може проходити від 80 до 400 м вдень.
Взимку впадає у сплячку, з якої виходить у березні. Після цього починається процес парування. Статева зрілість настає у 10—11 років. Самиці відкладають до 5 яєць, вкрай рідко 14. За сезон може мати 2—3 кладки. Інкубаційний період триває від 90 до 124 діб.
Цю черепаху ловлять у великій кількості для утримання в неволі, а також вживають в їжу.
Тривалість життя 50—80 років, інколи 100.

### Гібернація
У природі балканські черепахи викопують собі нічні лігва і проводять там відносно м'яку середземноморську зиму. За цей час у них помітно знижується частота серцевих скорочень і дихання. Вирощених у неволі тварин на зиму можна залишити у підвалі в просторому, захищеному від гризунів ящику з товстим шаром сухого листя. Температура повинна триматися ~5 °C. Як альтернативу, ящик можна зберігати в холодильнику. У цьому випадку холодильник повинен регулярно використовуватися щодня, щоб забезпечити циркуляцію повітря. Під час зимової сплячки температура навколишнього середовища не повинна опускатися нижче нуля. Дорослі особини можуть спати від чотирьох до п'яти місяців за один раз.

## Поширення
Ареал охоплює східну Іспанію, південну Францію, Італію, країни Балканського півострова, Сицилію, Корсику, Сардинію і Балеарські острови, східну Туреччину, острови Егейського моря.

## Утримання в неволі
Балканську черепаху можна утримувати в домашніх умовах, якщо власник забезпечить їй належні умови існування. Для облаштування вольєра необхідна лампа обігріву з температурою близько 15—30 °C, щоб забезпечити зону для вигрівання (баскінгу), та ультрафіолетова лампа, аби сприяти вироблянню вітаміну D3 та запобігати виникненню таких захворювань, як метаболічна хвороба кісток.